# Comune di Rudkøbing
Il comune di Rudkøbing fino al 1º gennaio 2007 è stato un comune danese situato contea di Fionia e più precisamente sull'isola di Langeland. Il comune aveva una popolazione di 6 676 abitanti (2005) e una superficie di 63 km².
Capoluogo era la cittadina di omonima.
Dal 1º gennaio 2007, con l'entrata in vigore della riforma amministrativa, il comune è stato soppresso e accorpato ai comuni di Tranekær e Sydlangeland per dare luogo al neo-costituito comune di Langeland compreso nella regione della Danimarca Meridionale (Syddanmark).